# Football Club Dilettantistica Pro Vasto
Le Football Club Dilettantistica Pro Vasto, nouveau nom du Pro Vasto est un club de football de Vasto, dans la province de Chieti, dans la région des Abruzzes. Il joue ses matches à domicile dans le stade Aragona. Il remporte le titre national de Serie D en 2009. 

## Historique
- 1902 : Fondation du club

Ancien logo du FC Pro Vasto

- 1911 : Prend le nom Società Sportiva Umberto I  puis Stella Azzurra
- 1918 : Refondé sous le nom Società Sportiva Histonium
- 1922 : Fusion avec Forza e Coraggio sous le nom Unione Sportiva Vastese
- 1944 :Refondé sous le nom Società Sportiva Vastese
- 1953 : Il prend le nom AC Pro Vasto
- 1981 : Faillite de l'AC Pro Vasto. Le premier club devient la Società Sportiva Incoronata
- 1982 : Il prend le nom Associazione Calcio Vasto 82
- 1987 : Il prend le nom Vastese Calcio
- 1995 : Faillite du Vastese Calcio. Le premier club devient la Società Sportiva Vasto Marina
- 1997 : Il prend le nom FC Pro Vasto
- 2009 : Le club remonte en Ligue Pro Deuxième Division (la nouvelle Serie C2) après 2 saisons en Serie D.
- 2012 : Il prend le nom Associazione Sportiva Dilettantistica Vastese Calcio 1902
- 2024 : Il prend le nom Football Club Dilettantistica Pro Vasto